# Joo Min-jin
Joo Min-jin (Koreaans: 주민진) (Seoel, 1 augustus 1983) is een Zuid-Koreaans shorttrackster.
Tijdens de 2002 won Joo de gouden medaille in de relay.

## Resultaten

### Olympische Winterspelen
| Jaar | Plaats         | Resultaten     |
| ---- | -------------- | -------------- |
| 2002 | Salt Lake City | relay 9e 500 m |

### Wereldkampioenschappen
| Jaar | Plaats     | Resultaten |
| ---- | ---------- | ---------- |
| 2000 | Sheffield  | relay      |
| 2000 | Den Haag   | team       |
| 2001 | Minamimaki | team       |
| 2002 | Milwaukee  | team       |

1992: Cutrone, Daigle, Lambert, Perreault ·
1994: Chun, Kim S.-h., Kim Y.-m., Won ·
1998: An, Chun, Kim, Won ·
2002: Choi E.-k., Choi M.-k., Joo, Park ·
2006: Byun, Choi, Jeon, Jin, Kang ·
2010: Sun, Wang, Zhang, Zhou ·
2014: Cho, Kim, Kong, Park, Shim ·
2018: Choi, Kim A.-l., Kim Y.-j., Lee, Shim ·
2022: Van Kerkhof, Poutsma, Schulting, Velzeboer